# Rudi Gamper

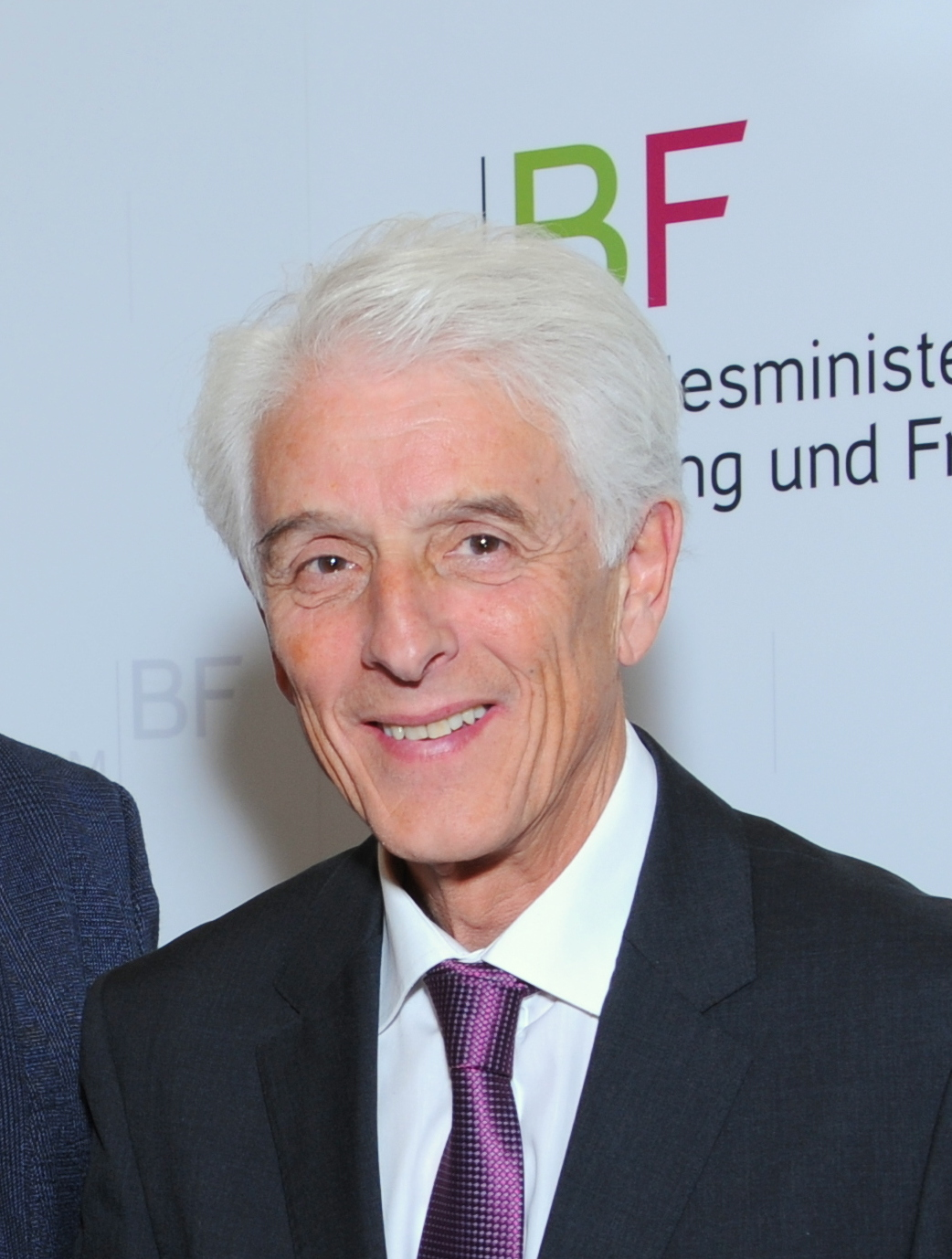
Rudi Gamper (2015)

Rudolf „Rudi“ Gamper (* 1942 in St. Roman, Oberösterreich) ist ein Südtiroler Journalist.
Gamper wurde 1942 als Kind von Optanten in Österreich geboren. 1950 kehrte er mit seiner Familie nach Südtirol zurück, wo er bis 1957 in provisorisch zur Verfügung gestellten Kasernen in Leifers aufwuchs. Nach dem Abschluss der Handelsschule arbeitete er kurzzeitig als Buchhalter für die Athesia.
Ab 1962 war Gamper beim Rai-Sender Bozen tätig, zunächst noch als freier Mitarbeiter, später als fest angestellter Programmgestalter und Sprecher. Einen Namen machte er sich insbesondere als Moderator von Sendungen zu alpenländischer Volksmusik. Von 1998 bis 2006 leitete er als Koordinator den Sender. 2009 übernahm er die Präsidentschaft der Rundfunk-Anstalt Südtirol, die er bis 2017 innehatte.
Als Würdigung seines Einsatzes für die Volkskultur erhielt Gamper 2015 das Große Ehrenzeichen für Verdienste um die Republik Österreich.
Gamper lebt in Bozen.